# Duomo di San Stino di Livenza
La chiesa di Santo Stefano è il principale luogo di culto cattolico di San Stino di Livenza, in città metropolitana di Venezia e diocesi di Concordia-Pordenone; fa parte della forania del Basso Livenza.

## Storia
Si sa che nel Medioevo a San Stino esisteva una chiesetta dipendente dalla pieve di Lorenzaga. Col passare dei secoli questa chiesetta fu ampliata fino a raggiungere i trenta metri di lunghezza e i nove in larghezza, come attestato in un documento del 1846.
Fu eretta nel 1864-65 a breve distanza dalla Livenza, nello stesso luogo di quella precedente, in posizione piuttosto decentrata rispetto all’abitato. Ha una semplice facciata a salienti in mattoni faccia a vista. L’aula, voltata a botte, è composta da un’unica navata con quattro cappelle laterali in cui sono inseriti altari marmorei policromi settecenteschi provenienti dalla vecchia chiesa demolita. In questi sono collocate le seguenti opere: Vergine dell’Apocalisse, Giuseppe Calore, olio, 1804; San Biagio, Giuseppe Cherubini, olio, 1905; San Valentino (?) e S.Antonio di Padova, olio, XVII sec.; Sacro Cuore, statua lignea di scultore gardenese, 1950 circa. Nel 1920 Giovanni Fantoni di Gemona dipinse a tempera quattro medaglioni con gli Evangelisti nella crociera del vano presbiteriale, la Sacra Famiglia nel catino absidale, Santo Stefano Jet la carità a un paralitico nel lunettone di controfacciata e il Martirio di Santo Stefano nel soffitto dell’aula (copia di analogo dipinto di Cesare Mariani eseguito a Roma nella Basilica di San Lorenzo al Verano, distrutto durante i bombardamenti del 1943).
Nel 2001, sopra gli ingressi laterali, sono state collocate due tele del pittore sanstinese Antonio Boatto: l’Incontro di Gesù con la Samaritana e la: Moltiplicazione dei pani e dei pesci Dello stesso autore è L’ultima cena, paliotto in bronzo che dal 2002 arricchisce la mensa dell’altare maggiore.
Il vecchio campanile della Parrocchiale fu abbattuto nel 1804; quello attuale, le cui fondamenta furono poste nel 1872, fu ultimato nel 1895; è alto 59 metri.